# Puthof

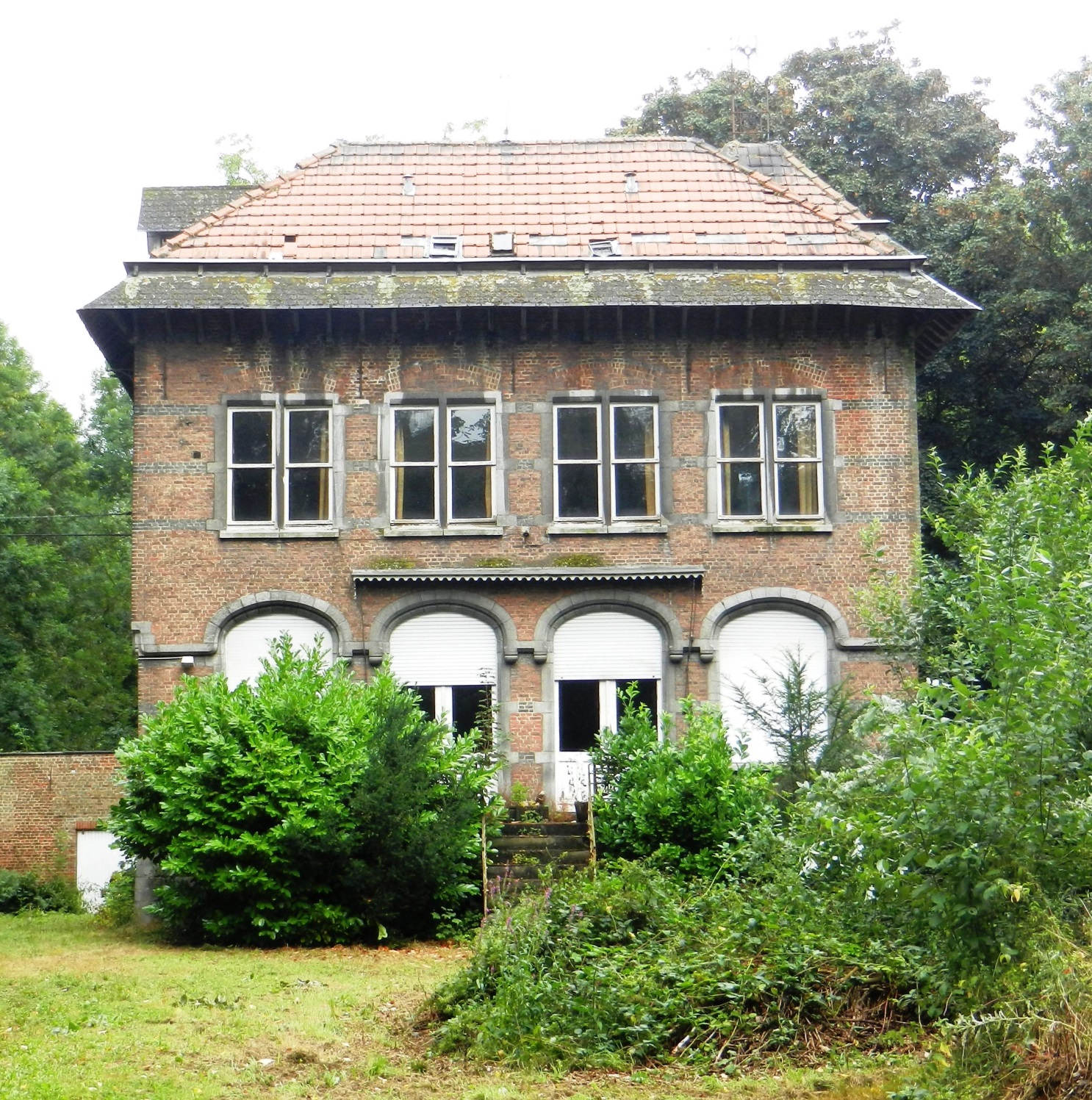
Puthof

Het Puthof is een domein in de tot de Vlaams-Brabantse gemeente Leuven behorende plaats Wilsele-Putkapel.

## Geschiedenis
Hoewel van deze hoeve pas in 1783 schriftelijk werd vermeld is hij waarschijnlijk veel ouder en was hier vermoedelijk een mottekasteel van de heren van Putte. Op de ferrariskaarten en eerder al op de Villaretkaart van 1745, was namelijk sprake van een ovale gracht die twee eilanden omvatte. In 1783 werd het als speelgoet (maison de plaisance of buitenhuis) gekenschetst.
In 1903 werd het goed, nu gekenschetst als woonhuis met kleine pachthoeve, gekocht door architect Joseph François Piscador. Hij liet een landhuis in eclectische stijl bouwen. Ook liet hij in 1909 een tuinpaviljoen oprichten. De westelijke gracht werd in een C-vormige vijver omgezet. In 1928, na de dood van Piscador, werd het goed gesplitst. Er wordt verteld dat Piscador tijdens de zomer per roeiboot vanaf zijn huis en atelier in het huis Sint Catharina (Halfmaartstraat, Leuven) de Dijle tot in het Puthof afvoer 